# Реки Азербайджана

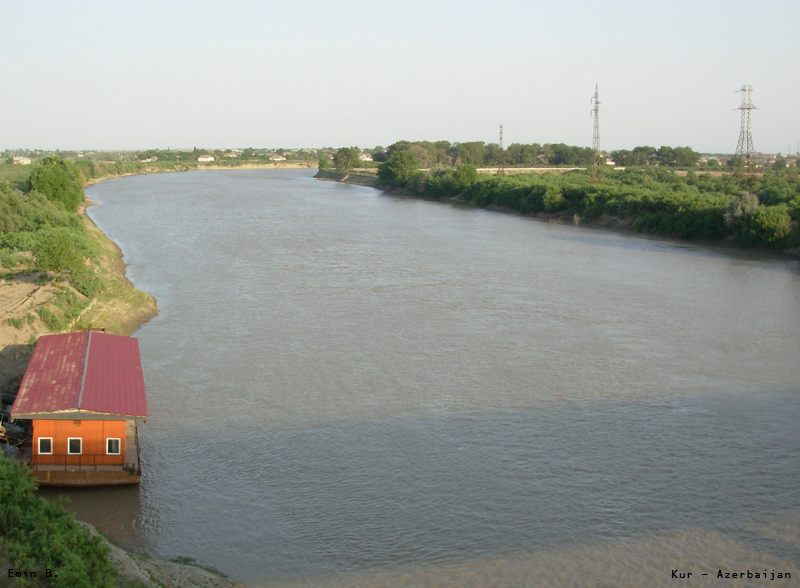
Река Кура

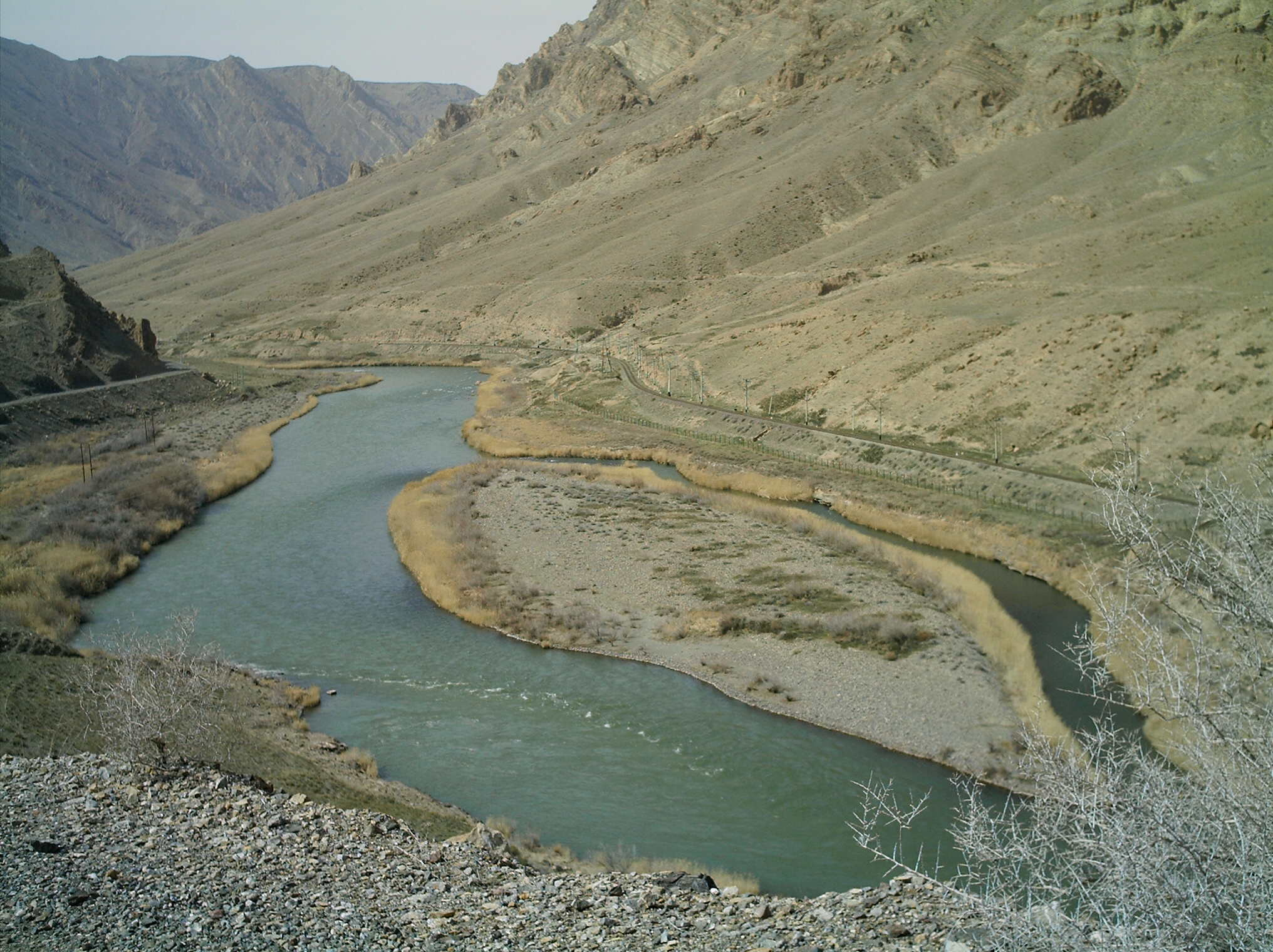
Река Аракс

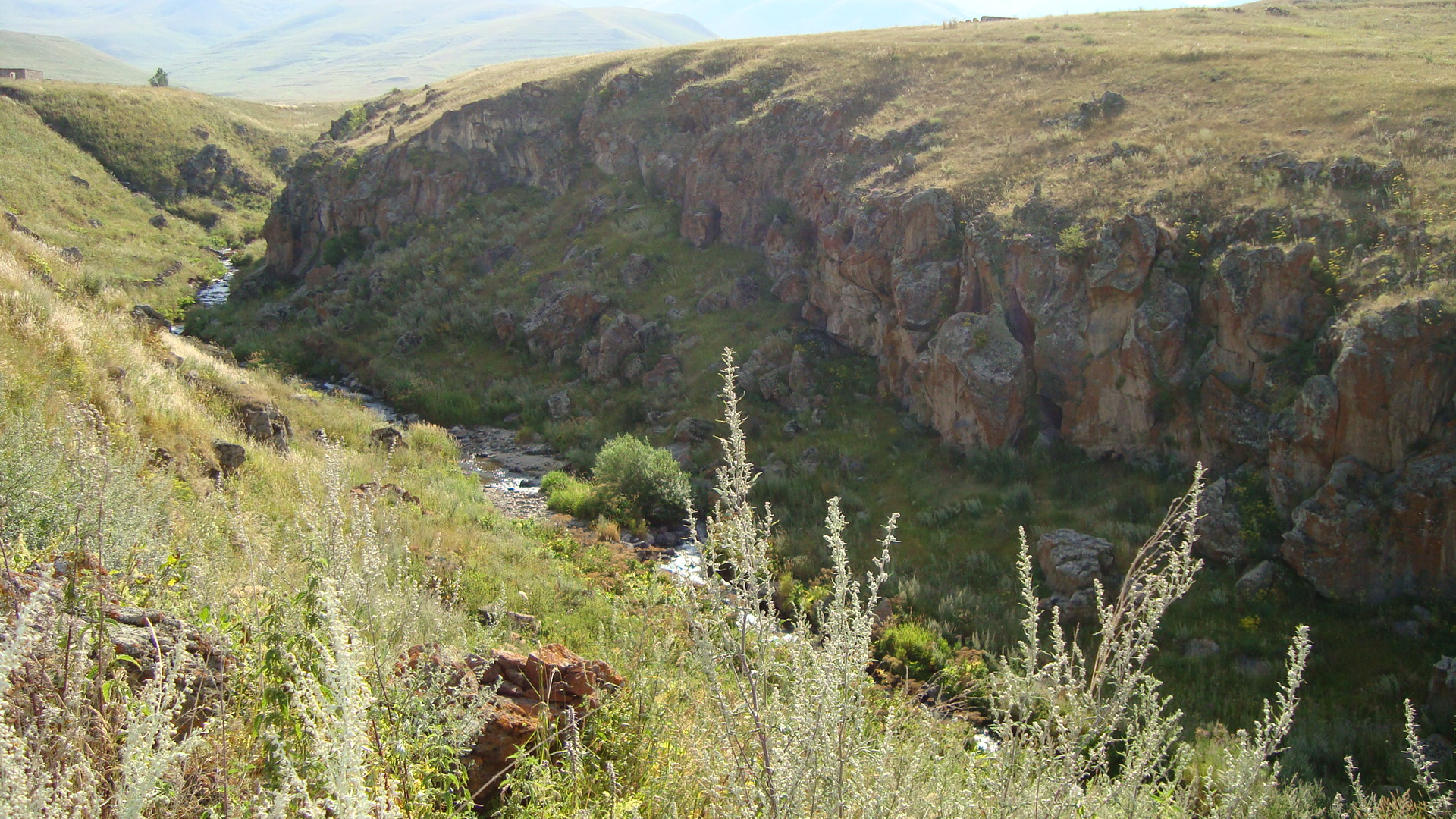
Река Зарчай

В Азербайджане имеются 8400 крупных и мелких рек. Из них 850 имеют длину более 10 км. Всего 24 реки имеют длину свыше 100 км. Общая длина рек составляет приблизительно 45 000 км. Реки Азербайджана являются притоками крупных рек Южного Кавказа — Аракса и Куры.

## Классификация
Реки в Азербайджане делятся на три группы:
1) Реки, относящиеся к бассейну реки Куры (Ганых, Габырры, Тюрян, Акстафа, Шамкир, Тертер, Каркарчай и др.).
2) Реки, относящиеся к бассейну реки Аракс (Арпа, Нахчыванчай, Охчучай, Акера, Кенделен др.).
3) Реки, непосредственно впадающие в Каспийское море (Самур, Дарвагчай, Рубас, Кудиалчай, Вельвеличай, Виляшчай, Ленкоранчай и др.).
| №  | Река            | Впадает в                   | Длина | Информация                                                                                               |
| -- | --------------- | --------------------------- | ----- | --- |
| 1  | Кура            | Каспийское море             | 1515  | Это самые крупные реки Кавказа и являются основными источниками орошения и гидроэнергии.                 |
| 2  | Аракс           | Кура (правый приток)        | 1072  | Это самые крупные реки Кавказа и являются основными источниками орошения и гидроэнергии.                 |
| 3  | Ганых (Алазань) | Мингечаурское водохранилище | 413   | Находится на западе Азербайджана и востоке Грузии. Ранее был одним из левых притоков реки Кура.          |
| 4  | Габырры (Иори)  | Мингечаурское водохранилище | 389   | Находится на западе Азербайджана и востоке Грузии. Ранее являлась правым притоком Алазани.               |
| 5  | Храми           | Кура (правый приток)        | 220   | Находится на западе Азербайджана и востоке Грузии. Ранее был одним из правых притоков реки Кура.         |
| 6  | Агстафачай      | Кура (правый приток)        | 133   | Находится на территории Азербайджана и Армении.                                                          |
| 7  | Кюрекчай        | Кура (правый приток)        | 126   | Находится недалеко от Гянджи. Протекает по северо-восточному склону Малого Кавказа                       |
| 8  | Акера           | Аракс (левый приток)        | 128   | |
| 9  | Самур           | Каспийское море             | 216   | Находится на территории Дагестана и Азербайджана. По части русла проходит граница России с Азербайджаном |
| 10 | Пирсаат         | Каспийское море             | 199   | Протекает по территориям Исмаиллы, города Шемахы, Аджигабул и Сальянского района.                        |
| 11 | Болгарчай       | Озеро Махмудчала            | 168   | Находится в южной части Муганской степи. Берёт начало в Талышских горах.                                 |

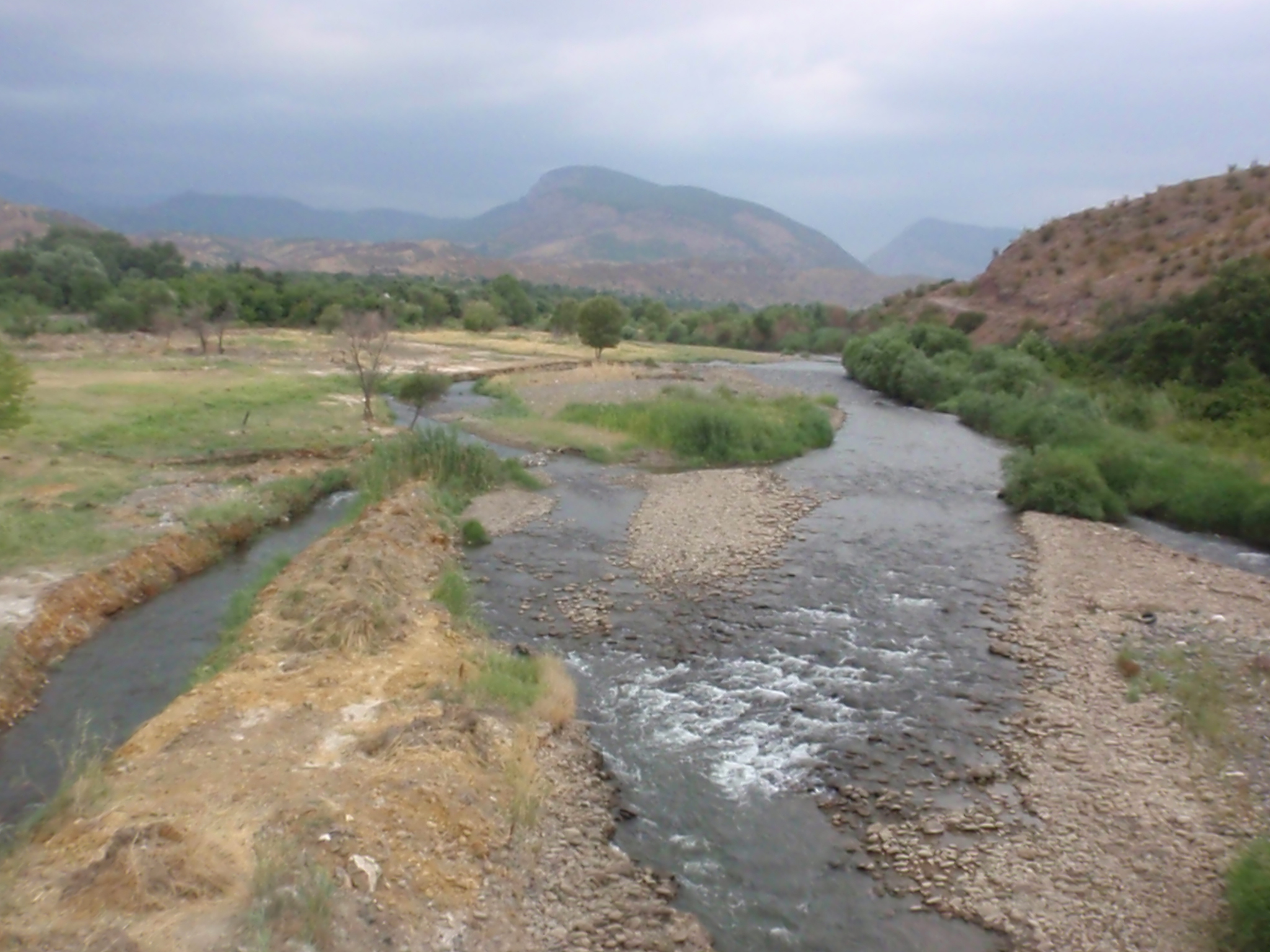
Река Охчучай

Река Кура берёт начало на северо-восточном склоне горы Гызылгядик, на участке максимальной возвышенности в 2740 метров. Кура протекает по территории Грузии, входит на территорию Азербайджана. Протекая по Кура-Араксинской низменности, впадает в Каспийское море. Общая протяженность Куры — 1515 км, на территории Азербайджанской Республики её длина достигает 906 км. Площадь бассейна — 188 тысяч квадратных километров. На реке Кура были возведены Мингячевирское, Шамкирское и Еникендское водохранилища, плотины, гидроэлектростанции. По Верхне-Карабахскому и Верхне-Ширванскому каналам, проведенным из Мингячевирского водохранилища, орошаются земли Кура-Араксинской низменности. Кура имеет также судоходное значение.
Река Аракс берёт начало на территории Турции на Бингёльском хребте, близ города Сабирабада (село Суговушан) сливается с Курой. Её протяженность составляет 1072 км, площадь бассейна — 102 тысяч квадратных километров.
Самур — самая крупная река на северо-востоке Азербайджана. Она берёт начало на территории Дагестана, на высоте 3600 метров и впадает в Каспийское море. Её протяженность равна 216 км, площадь бассейна — 4,4 тысячи квадратных километров.
В Азербайджане множество горных рек, большинство из них питаются за счет снега и дождей. Мелкие реки Балакянчай, Талачай, Катехчай, Кюрмюкчай, Кишчай и другие, русло которых начинается с Большого Кавказа, на Алазань-Айричайской долине соединяются с Алазанью и Айричаем.
Берущие начало с Малого Кавказа Агстафачай, Товузчай, Асрикчай, Зяйямчай, Шамкирчай, Гянджачай, Кюрякчай, Тертерчай соединяются с Курой. Акеричай, Охчучай и Арпачай на территории Нахичеванской АР, Нахчыванчай, Алинджачай, Гиланчай, Ордубадчай впадают в Аракс.

## Список рек
| - Кура, 1515 км - Аракс, 1072 км - Ганыхчай, 413 км - Габырры, 394 км - Самур, 216 км - Храм, 201 км - Тертерчай, 200 км - Сумгаитчай, 198 км - Кюрекчай, 186 км - Турянчай, 180 км - Базарчай, 178 км - Болгарчай, 163 км - Айричай, 135 км - Агстафачай, 133 км - Арпачай, 126 км - Хачынчай, 119 км - Пирсаатчай, 119 км - Гёкчай, 115 км - Гаргарчай, 115 км - Виляшчай, 115 км - Хакаричай, 113 км - Гудьялчай, 108 км - Гусарчай, 108 км - Джейранкечмяз, 100 км | - Гянджачай, 99 км - Гилан, 99 км - Алиджан, 98 км - вельвеле, 98 км - Шемкирчай, 95 км - Гарачай, 93 км - Зейимчай, 90 км - Кондялян, 89 км - Гирдиманчай, 88 км - Агсучай, 85 км - Охчучай, 85 км - Лякярьчай, 84 км - Инджачай, 83 км - Гуручай, 82 км - Ленкораньчай, 82 км - Горанчай, 81 км - Нахичеваньчай, 81 км - Гуручай, 77 км - Ахынджачай, 76 км - Гошгарчай, 76 км - Гильгильчай, 72 км | - Хасансучай, 71 км - Демирапаран, 69 км - Агчай, 68 км - Чикильчай, 68 км - Чахачыкчай, 65 км - Бала Куоа, 63 км - Ходжазсучай, 63 км - Алинджа, 62 км - Хонашенчай, 62 км - Джогазчай, 60 км - Джайирчай, 58 км - Мухахчай, 56 км - Таканличай, 56 км - Кюрмюкчай, 55 км - Катехчай, 54 км - Шабранчай, 62 км - Кюнкютчай, 52 км - Бумчай, 51 км - Инджачай, 51 км - Забухчай, 51 км - Гёйтепечай, 50 км |